# Rathausplatz (Hemmingen-Westerfeld)

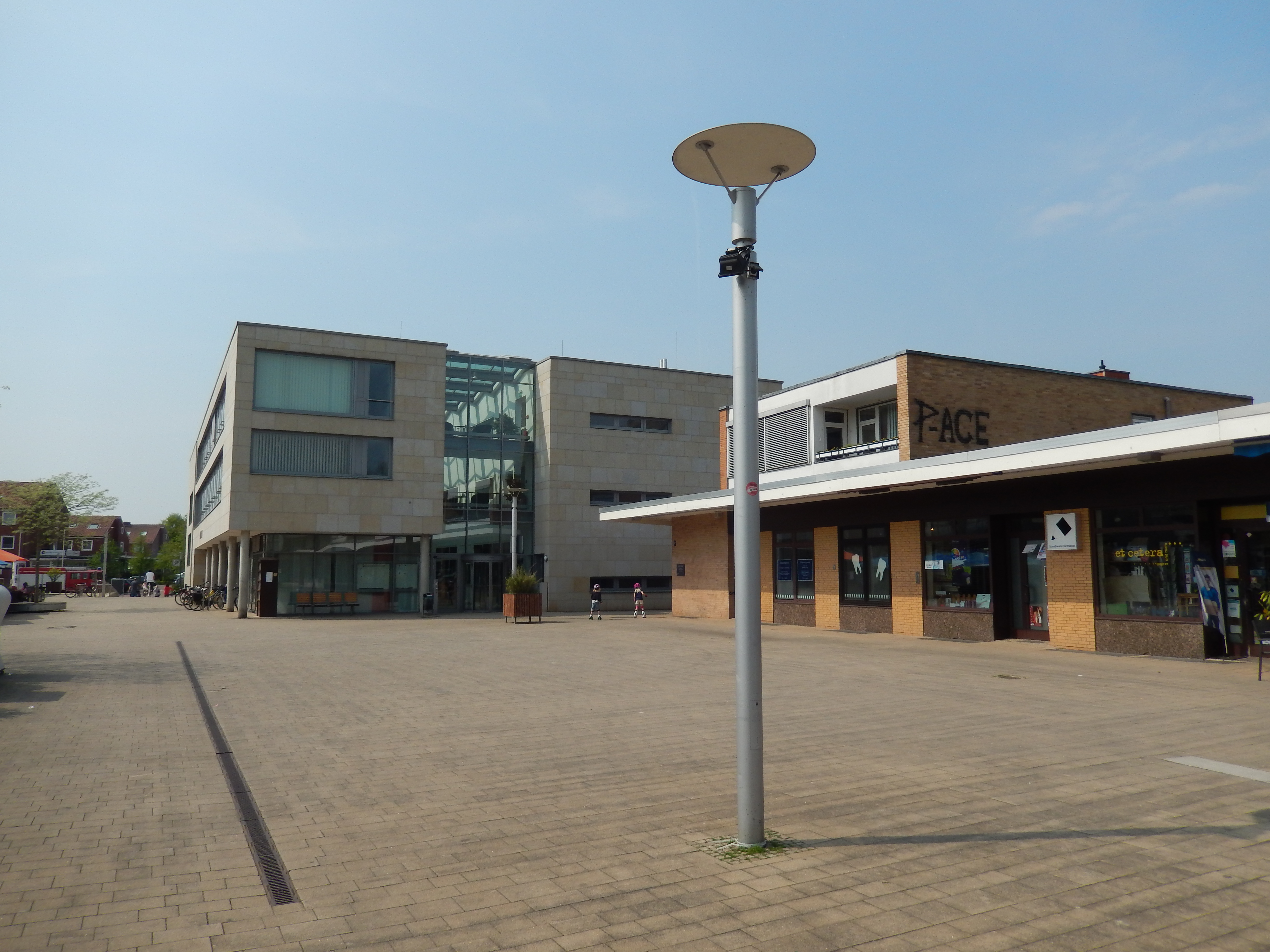
Teil des Rathausplatzes mit einer Ladenzeile und dem 2004 neu errichteten Rathaus in Hemmingen-Westerfeld

Der Rathausplatz gilt als Zentrum der Stadt Hemmingen in der Region Hannover. Die am Rathaus im öffentlichen Raum des Hemminger Ortsteils Westerfeld gelegene Anlage mit ihren zahlreichen Einzelhandelsbetrieben wurde mehrfach mit Preisen gewürdigt und bildet mit der umliegenden Wohnbebauung aus den 1950er Jahren eine Siedlung „von hohem städtebaulichen Rang“.

## Geschichte
Der Rathausplatz wurde in den Jahren von 1958 bis 1962 nach Plänen des Architekten Otto Dellemann erbaut und galt seinerzeit als beispielhaft für Architektur und Städtebau. Der Platz bildete ein neu geschaffenes Zentrum für mit rund 400 neu erbauten Eigenheimen und 300 Mietwohnungen. Flankiert wurde die neue Ortsmitte von einer Kirche, einem Schulneubau und einem kleinen Einkaufszentrum mit einem Edekamarkt. Im seinerzeitigen Rathaus war zudem die Polizei und die Post untergebracht.
Dieses vielbeachtete und erste sogenannte „Demonstrativ-Bauprogramm“ in Niedersachsen bildet im Jahr der Fertigstellung eines von elf aus Deutschland gezeigten Projekten auf der Internationalen Städtebauausstellung 1962 in Paris.
In der Folge wurde die Siedlung rund um den Rathausplatz im Jahr 1966 Sieger im Bundeswettbewerb „Bürger, es geht um deine Gemeinde“. Die Plakette ziert heute eine Wand des 2004 neu errichteten Rathauses. Auf der Treppe des Vorgängerbaues des heutigen Rathauses würdigte im Oktober 1972 zudem der damalige Bundeskanzler Willy Brandt die Leistungen der Gemeinde.
Gegenüber dem neuen Rathaus war zeitweilig die Leine-Volkshochschule untergebracht.

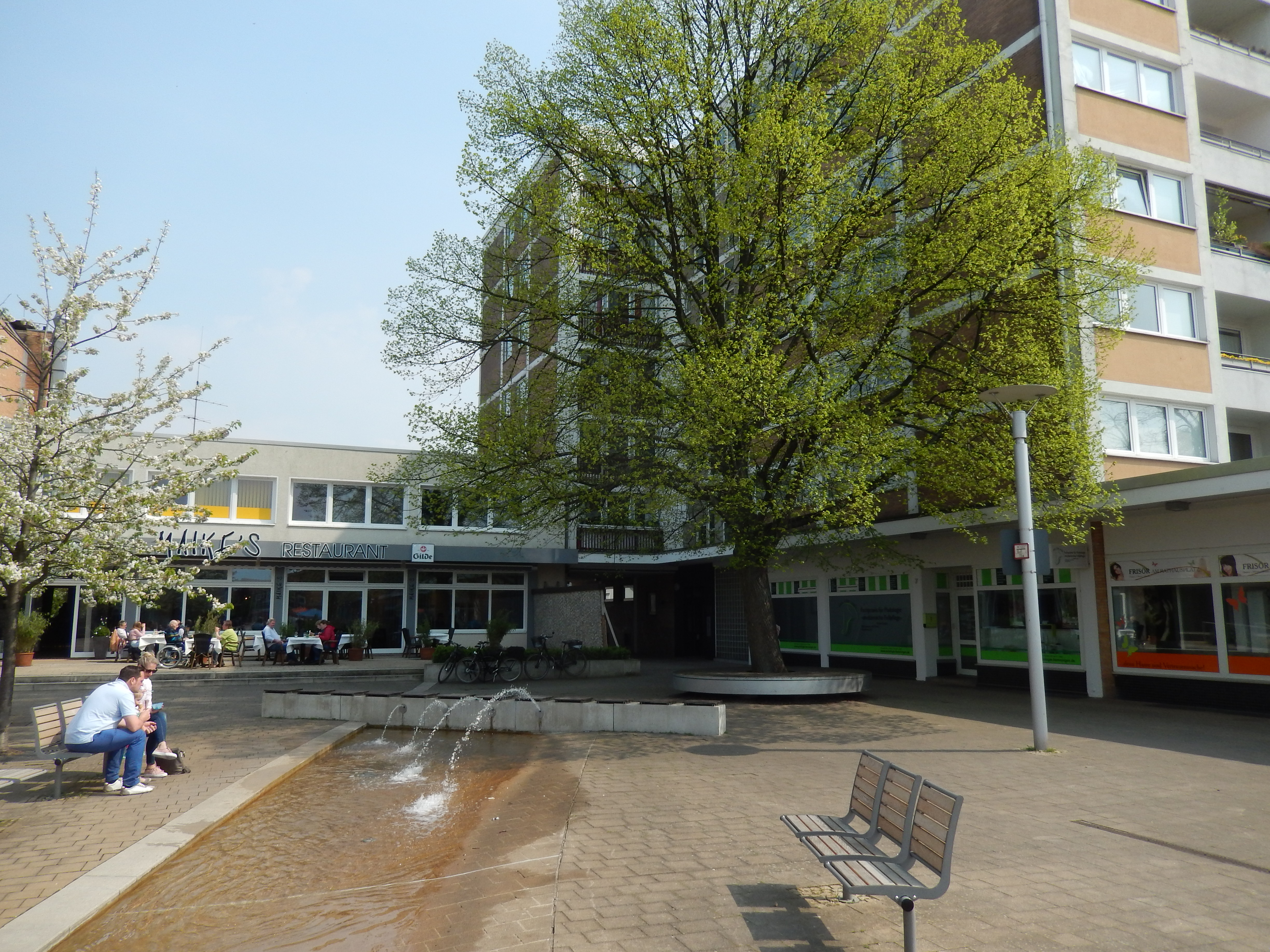
Brunnen auf dem Hemminger Rathausplatz

Der den Hemminger Rathausplatz rahmende Baukomplex mit seinen vergleichsweise kleinteiligen Strukturen hat verschiedene Eigentümer, darunter die Stadt Hemmingen als Eigentümerin mehrerer Ladenräume. Zwar sind Umgestaltungen oder beispielsweise Sanierungen des Ensembles dadurch weniger leicht durchführbar, als wenn die Immobilien unter der Regie nur eines einzigen Eigentümers stünden. Doch lägen die Vorteile laut dem Hemminger Bürgermeister Claus Schacht in der kommunalen Mitgestaltung beispielsweise bei den Mieten und den Nutzungen gewerblicher Räume wie etwa Gastronomie oder Einzelhandel.
Zu Spitzenzeiten wie beispielsweise während des donnerstags morgens abgehaltenen Wochenmarktes sind die Parkplätze rund um den Rathausplatz in der Regel belegt. Dem von einzelnen Bürgern vorgetragenen Wunsch nach einer Rasenfläche mussten aufgrund der Anliefermöglichkeiten bisher Absagen erteilt werden. Die versiegelte Fläche des Marktplatzes und Begegnungsplatzes wurde jedoch mit schattenspendenden Bäumen und einem Brunnen aufgelockert.